# Université de Toamasina
L'université de Toamasina est un établissement public d'enseignement supérieur situé à Tamatave, plus grande ville portuaire de Madagascar, sur la côte Est de l'île.

## Historique
Créé en septembre 1977, le Centre universitaire régional de Toamasina a accédé au statut d'université autonome en 1989.

### Historique des dirigeants
Voici la liste des directeurs, recteurs et présidents suivant l’année de leur mandat :
- De 1977 jusqu’en 1984 : Norbert Randriamiarisoa (directeur du Centre universitaire régional)
- De 1984 à 1990 : Émile Tsizaraina (recteur)
- De 1990 à 2002 : Eugène Mangalaza (recteur)
- De 2002 à 2006 : Roger Rajaoharivelo (président)
- De 2006 à 2012 : Gatien Prudent Horace
- De 2012 à 201 : Jérôme Velo
- De 2019 à mars 2021 : Conscient Zafitody
- De 2021 à 2022 : Joël Randrianantenaina (Président du Comité Intérimaire)
- Depuis 2022 : Diny Razanakolona

## Organisation
L'université de Toamasina est composée de quatre facultés, d'une école administrative et de six Instituts

### Faculté de Droit, d'Économie et de Gestion
Cette faculté comporte trois mentions :
- Mention de Droit
- Mention d'Économie
- Mention de Gestion

### Faculté des Sciences et Technologie
Trois mentions :
- Mention de Physique
- Mention de Mathématiques
- Mention de Mathématiques-informatique et Application
- Mention de Chimie

### Faculté des Lettres et Sciences Humaines
Dans cette faculté, il y a cinq mentions et un Institut Confucius:
- Mention d'Études françaises
- Mention de Philosophie
- Mention d'Anthropologie
- Mention d'Histoire
- Mention de Géographie
- Mention HDD (Humanité et Développement Durable)
- Institut Confucius

### Faculté de Médecine
Il y a trois mentions :
- Mention de Médecine humaine
- Mention de Maïeutique
- Mention d'Infirmerie

### ISTRCE (Institut Supérieur de Technologie Régionale de la Côte-Est)
Cet institut est situé sur la côte est de la Grande île (Madagascar) dans la région Analanjirofo district de Fénérive-Est.

### ISTRA (Institut Supérieur de Technologie Régionale d'Atsinanana)
Cet institut appartient à l'Université de Toamasina situé dans la ville de Toamasina.

### ISTRALMA (Institut Supérieur de Technologie Régionale d'Alaotra Mangory Ambatondrazaka)
Elle se situe dans la région Alaotra-Mangoro dans le district d'Ambatondrazaka.

### ITPT (Institut du Tourisme des Patrimoines et des Territoires)
L'institut est dans le Campus de Barikadimy de l'Université de Toamasina

## Personnalités liées à l'université

### Professeurs
- Solofo Randrianja : professeur d’histoire, spécialiste de la vie politique contemporaine

### Étudiants
- Ludovic Andriamanantena : Directeur administratif et financier
- Aivo Andrianarivelo : Gouverneur de la Banque Centrale de Madagascar
- Serge William Andrianirina : Directeur des Programmations des Ressources du Ministère de l'économie et des finances de la République de Madagascar